# Macedonitherium
Macedonitherium — викопний рід жирафів. Вперше його назвав Зікенберг у 1967 році.